# Euthalia phemius
Euthalia phemius is een vlinder uit de onderfamilie Limenitidinae van de familie Nymphalidae. De wetenschappelijke naam van de soort is voor het eerst geldig gepubliceerd in 1848 door Edward Doubleday.

## Kenmerken

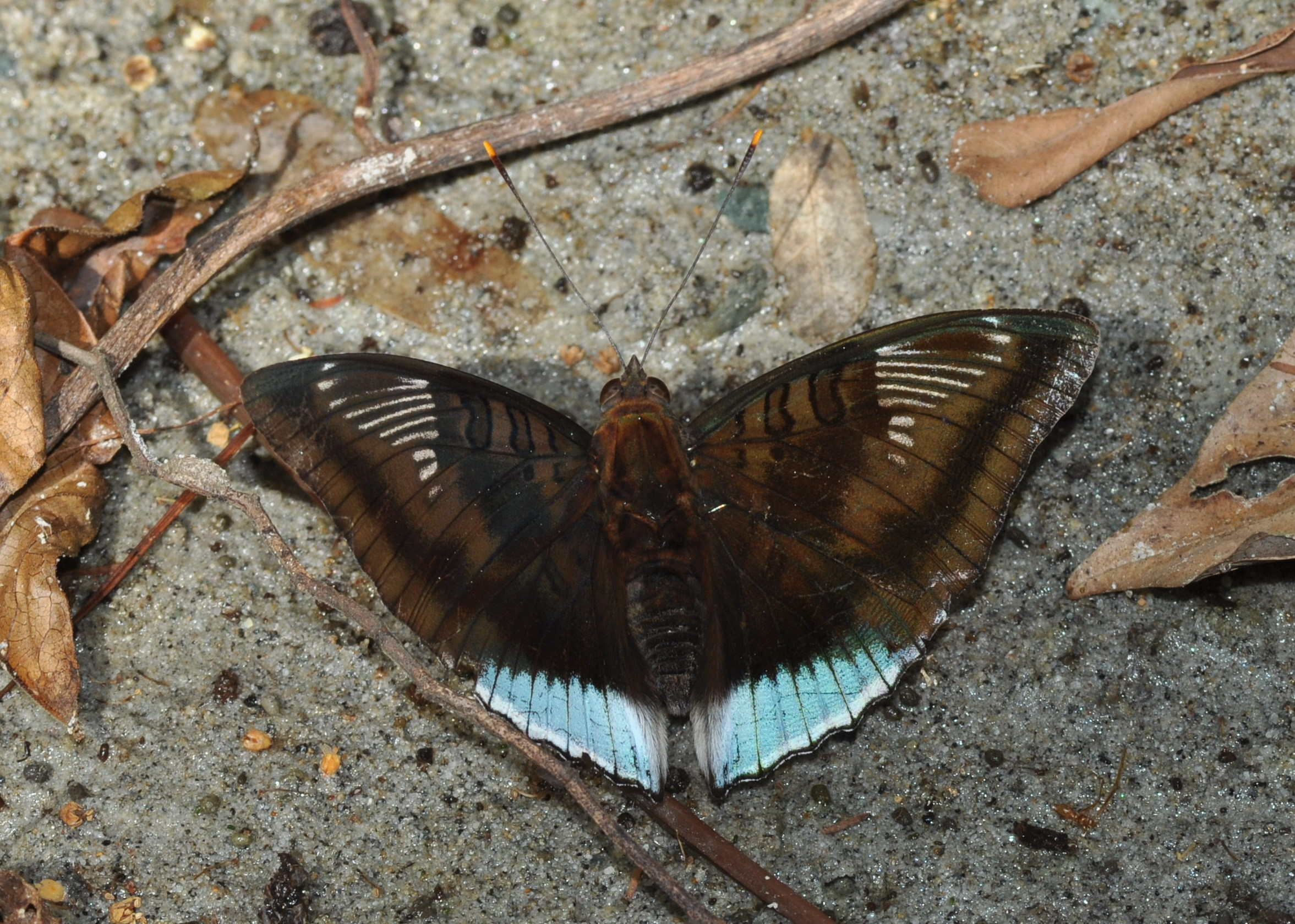

De voorvleugels van het grotere vrouwtje vertonen een dwars doorlopende witte band, terwijl de achtervleugels van het mannetje een band vertonen met blauwe weerschijnkleuren langs de vleugelrand. De spanwijdte bedraagt ongeveer 4 tot 6 cm.

## Leefwijze
Beide geslachten drinken het sap van rottend fruit en mineraalrijk water uit vochtig zand en modder.

## Verspreiding en leefgebied
Deze vlindersoort komt voor van Myanmar tot Hongkong.

## Ondersoorten
- Euthalia phemius phemius
- Euthalia phemius euphemius Staudinger, 1897
- Euthalia phemius seitzi Fruhstorfer, 1913